# گودنیوز بی (آلاسکا)
گودنیوز بی (به انگلیسی: Goodnews Bay) شهری در ناحیه سرشماری بتل ایالت آلاسکا است که جمعیت آن در سرشماری سال ۲۰۰۰ میلادی ۲۳۰ نفر بوده‌است.